# 소닉 대시 익스트림
《소닉 대시 익스트림》은 휴대전화 게임 소닉 대시를 세가가 아케이드로 만든 2015년 영국 전용 게임이다.이 게임은 거대한 방향키와 항시 대기하는 리더보드를 가지고 있다.

## 게임플레이
이 게임은 소닉 대시의 캐릭터가 무작위로 선발되며, 캐릭터가 자동으로 설정된다.